# Tepuíguldstrupe
Tepuíguldstrupe (Polytmus milleri) är en fågel i familjen kolibrier.

## Utbredning och systematik
Fågeln förekommer i tepui i södra Venezuela och näraliggande Brasilien (Roraima). Den behandlas som monotypisk, det vill säga att den inte delas in i några underarter.

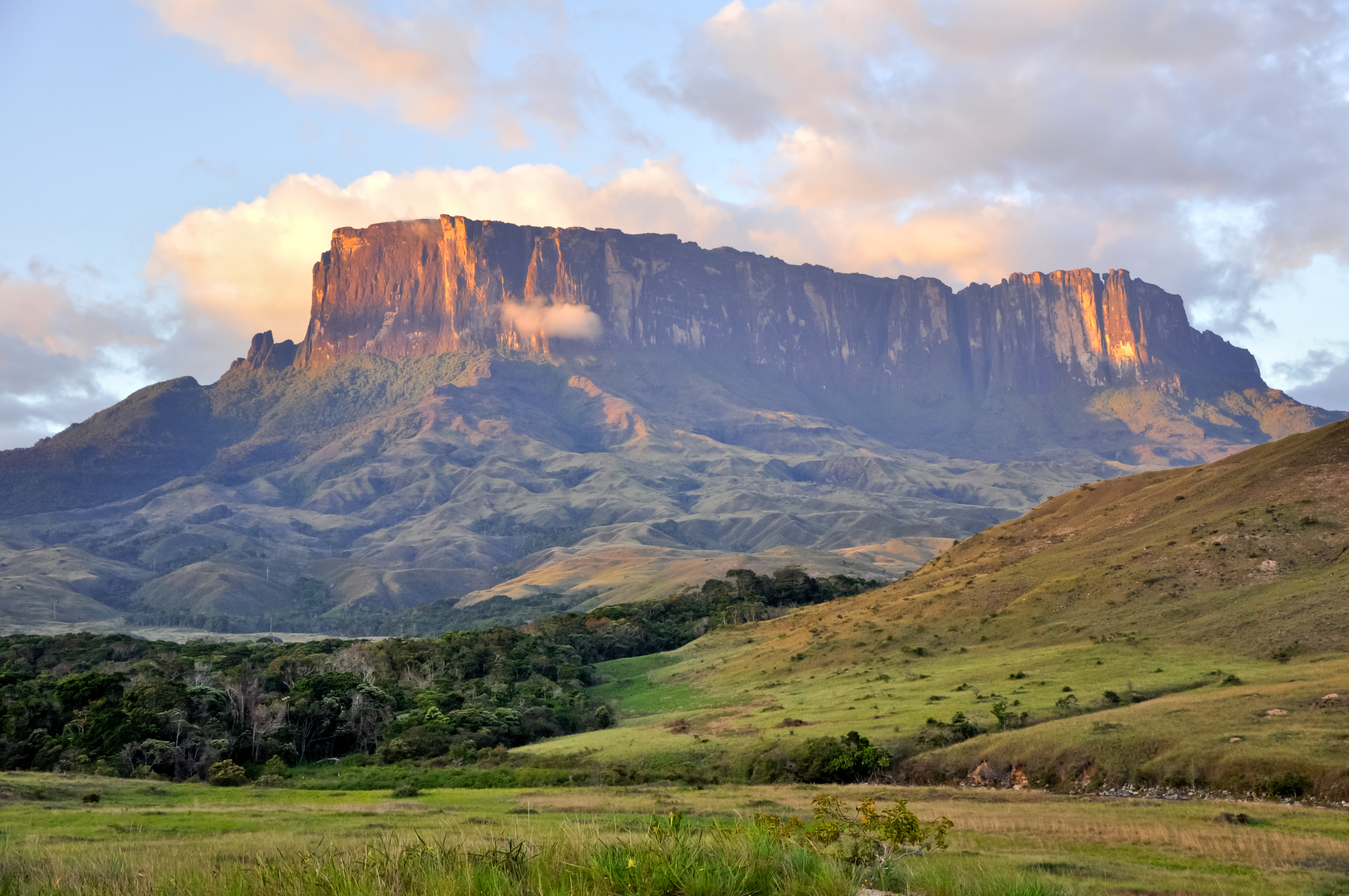
Fågeln förekommer endast på platåberg som kallas tepuier, här Roraima.

## Status och hot
Arten har ett stort utbredningsområde, men tros minska i antal, dock inte tillräckligt kraftigt för att den ska betraktas som hotad. Internationella naturvårdsunionen IUCN listar arten som livskraftig (LC).